# 利民镇 (虞城县)
利民镇，是中华人民共和国河南省商丘市虞城县下辖的一个乡镇级行政单位。

## 行政区划
利民镇下辖以下地区：
东街社区、西街社区、北街社区、南街社区、范老庄村、西关村、南关村、北关村、老佟庄村、范大楼村、姜花园村、五里堂村、展庄村、商墓村、薛小楼村、大蔡庄村、黄阁村、王珍庄村、蒋黄庄村、南赵楼村、谢庄村、汪楼村、东八里堂村、十字庙村、杨范庄村、一里九庄村、李寺庄村、三里井村、张楼村、归鸿集村、乔庄村、袁寨村、胡桥村、大侯楼村、胡庄村、后沈庄村和东关村。